# Тетраметилолово
Тетраметилолово, наричано още оловен тетраметил, е химическо съединение, използвано като антидетонационна добавка в бензинa. Използването му постепенно се преустановява от екологични съображения.
Излагането на тетраметилолово може да повлияе на централната нервна система, бъбреците и сърдечно-съдовата система. Тетраметилолово може да се абсорбира чрез вдишване, чрез контакт с очите, чрез абсорбция от кожата и чрез поглъщане на веществото. Симптомите на излагане на тетраметилолово включват безсъние, кома, гърчове, мания, делириум, загуба на апетит, гадене, хипотония, тревожност и кошмари. Мерките за първа помощ при излагане на съединението включват изкуствено дишане, незабавно промиване на очите и незабавно измиване с вода. Трябва да се потърси незабавна медицинска помощ, ако тетраметилолово бъде погълнато.